# Francisco Bru
Francisco Bru Sanz (ur. 12 kwietnia 1885 w Madrycie, zm. 10 czerwca 1962 w Maladze) – hiszpański piłkarz, grający na pozycji obrońcy, a później trener.

## Kariera piłkarska
Paco Bru rozpoczął swoją karierę wiosną 1902 w FC Internacional. Zagrał w towarzyskim turnieju Medalla de la Federación Gimnástica Española (Medal Hiszpańskiej Federacji Gimnastycznej). Zagrał dziesięć z dwunastu meczów jako napastnik i strzelił trzy gole, a jego drużyna zajęła szóste miejsce. 30 listopada 1902 Bru zadebiutował w oficjalnych rozgrywkach, mistrzostwach Katalonii w piłce nożnej, w przegranym 0:6 meczu z Club Español. 
Bru wygrał Copa Torino w 1904. Dwa lata później dołączył do FC Barcelony i pomógł klubowi wygrać Mistrzostwo Katalonii trzy razy z rzędu w latach 1909–1911. Zwyciężył także w rozgrywkach Pucharu Króla w sezonie 1909/10. W 1911 dołączył do Espanyolu zdobywając dwa kolejne tytuły mistrza Katalonii. Zagrał także w finale Pucharu Króla w sezonie 1914/15. 
Następnie wrócił do FC Barcelony i pomógł klubowi wygrać jeszcze raz tytuł mistrza Katalonii w sezonie 1915/16. Po tym sezonie zakończył karierę piłkarską.

## Kariera sędziowska
Po przejściu na emeryturę jako zawodnik, Bru został sędzią. Sędziował dwa finały Copa del Rey w sezonach 1916/17 i 1917/18.

## Kariera trenerska
Karierę trenerską rozpoczął w 1920 jako selekcjoner reprezentacji Hiszpanii. Poprowadził zespół podczas Igrzysk Olimpijskich 1920, które zakończyło się dla Hiszpanii zdobyciem srebrnego medalu. Od tamtego czasu trenował Espanyol, Club Juventud Asturiana i Racing Madryt. 
W 1930 pracował jako selekcjoner reprezentacji Peru. Pojechał z zespołem na Mistrzostwa Świata. Podczas turnieju prowadził drużynę w dwóch spotkaniach z reprezentacji Rumunii (1:3) i Urugwaju (0:1).
Po mistrzostwach objął w 1934 Real Madryt. Z zespołem dwukrotnie zdobył Puchar Króla w sezonach 1933/34 i 1935/36. W latach 1937–1939 opiekował się drużyną Girona FC, po czym powrócił w 1939 do Realu Madryt. W następnych latach pracował w Granada CF i Real Saragossa. Karierę trenerską zakończył w 1949.

## Sukcesy

### Zawodnik
FC Barcelona
- Puchar Króla (1): 1909/10
- Mistrzostwo Katalonii (4): 1908/09, 1909/10, 1910/11, 1915/16

RCD Espanyol
- Finał Pucharu Króla (1): 1914/15
- Mistrzostwo Katalonii (2): 1911/12, 1914/15

### Trener
Hiszpania
- Igrzyska Olimpijskie (1): 1920 (2. miejsce)

Real Madryt
- Puchar Króla (2): 1933/34, 1935/36